# Vitt vin

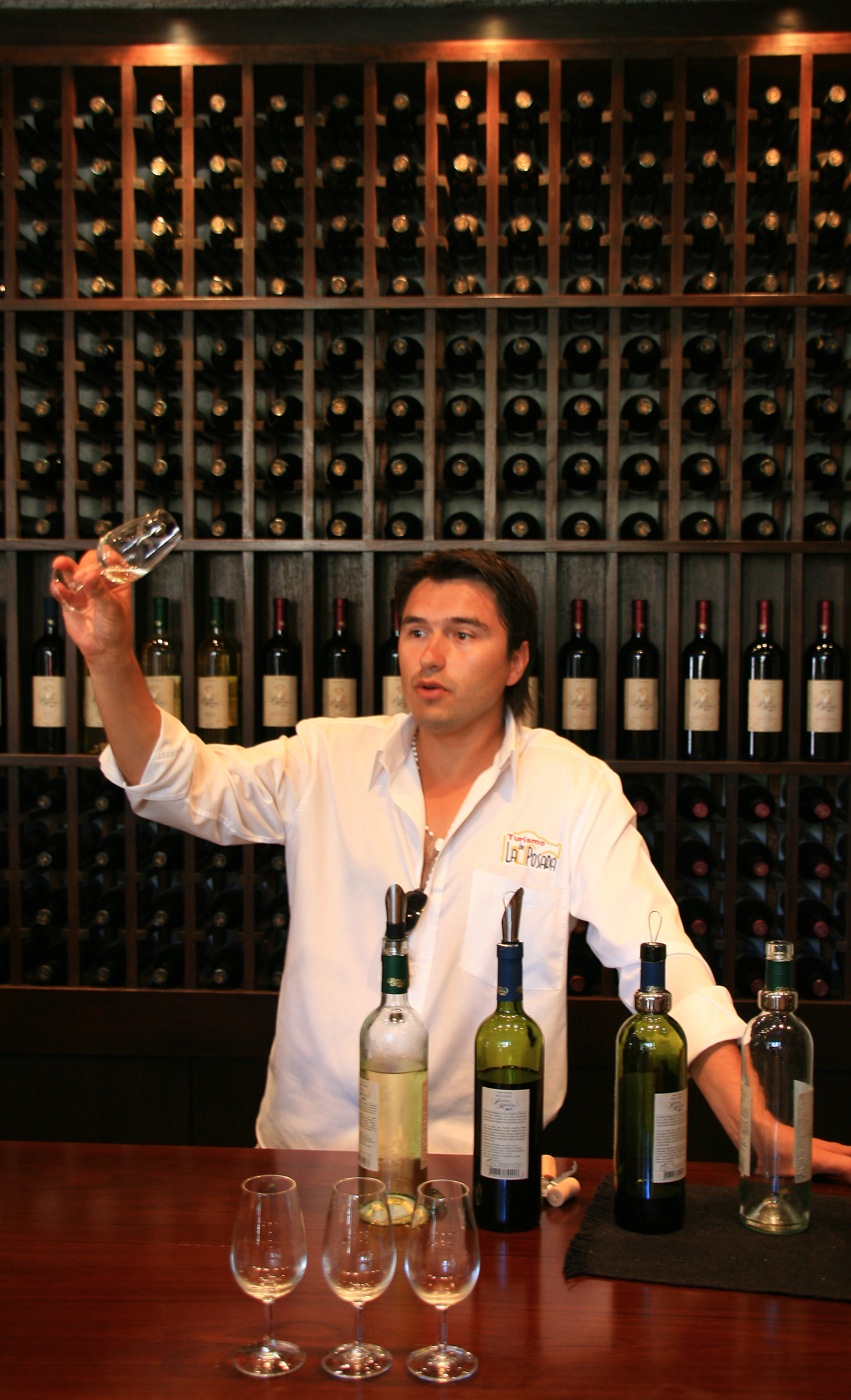
Torrontés vinprovning i Cafayate, Argentina

Vitt vin är vin som vid tillverkningen, till skillnad från rött vin, inte är beroende av kontakten med druvornas skal. I stället avskiljs vanligen skalen från musten vid pressningen och eftersom musten är genomskinlig kan vita viner framställas både från gröna och blå druvor. Ibland får ändå vinerna ha en kort kontakt med skalen för att ge mer smak (se även Rosévin). Vita viner jäses vanligen vid en lägre temperatur än rött vin, ca 12-14 grader C.
Vita viner finns i olika stilar, allt från friska, fruktiga, lätta till fatlagrade, smakrika och tanninrika viner. Dessutom är det vanligt att framställa söta och aromatiska vita viner.
Vanliga gröna druvor som används vid framställning av vita viner är Chardonnay, Riesling, Sauvignon Blanc, Chenin blanc, Silvaner, Gewürztraminer, Muskatell, Pardina och Viognier. 
Jordmånen spelar en stor roll för vinet och ifall man känner mineralerna. En stenig jordmån innebär till exempel att man känner mer smak vilket uppskattas av vinentusiaster. Områden med speciellt lämplig jordmån och klimat för produktion av vitt vin är Rhen- och Moseldalarna i Tyskland och Alsace i Frankrike.  
Vita viner serveras kylda, 6-12 °C. Man kan gärna servera 1-2 °C lägre, då vinet snabbt värms i glaset.
- Friskt & fruktigt serveras vid 8–10°C
- Lätt & avrundat serveras vid 6–8°C
- Fylligt & smakrikt serveras vid 8–12°C
- Druvigt & blommigt serveras vid 8–10°C
- Sött serveras vid 8–10°C.